# Z 11500
Z 11500 — французский электропоезд 1980-х годов. Строился в 1986—1988 годах. Всего было построено 22 поезда. По состоянию на декабрь 2011 эксплуатируются все произведённые поезда. Эксплуатируют поезда TER Шампань-Арденны (2 поезда), TER Эльзаса (4 поезда) и TER Лоррен (18 поездов).
Z 11500 совершает международные рейсы между Францией и Люксембургом, где поезд называется CFL 2000.
Поезд принадлежит семейству Z2, в которое также входят Z 7300, Z 9500, Z 7500, и Z 9600.